# Lac Lolog
Le lac Lolog est un lac de la province de Neuquén, en Argentine. Il est situé dans le département de Lácar, partiellement au sein du parc national Lanín, dans les Andes de Patagonie argentine.

## Accès
Le lac est facilement accessible au moyen de la route provinciale 62, route en bon état, qui longe la rive est du lac et le relie aux environs immédiats des villes de Junín de los Andes au nord-est et de San Martín de los Andes au sud.

## Géographie
Le lac Lolog est un lac d'origine glaciaire, qui occupe une vallée étroite perpendiculaire à la Cordillère des Andes. Il est entouré d'une dense forêt de type andino-patagonique, formée avant tout de Nothofagus pumilio (localement appelés lengas) et de Nothofagus dombeyi (coihues).
Dans la zone occidentale, située au sein du parc national Lanín, la flore et la faune d'origine sont bien conservées, ce qui n'est pas le cas du côté oriental, où il existe des estancias s'adonnant à l'élevage, et où une ville appelée « Villa Lago Lolog » a été construite pour les besoins du tourisme. Dans cette zone, la destruction des bois natifs et l'introduction d'espèces agressives, spécialement de conifères, menacent le milieu naturel. 
Le lac est une destination recherchée pour la pêche à la truite.

## Émissaire
- Le río Quilquihue qui se jette dans le río Chimehuin, en rive droite.